# Hinojosa de Jarque
Hinojosa de Jarque es un municipio y localidad española de la provincia de Teruel, en la comunidad autónoma de Aragón. El término municipal, ubicado en la comarca de las Cuencas Mineras, tiene una población de 99 habitantes (INE 2024) e incluye también el núcleo de Cobatillas.

## Geografía
Se sitúa al sur de la sierra de San Just, a 3 km de Jarque de la Val, pueblo del que recibe sus aguas. En el término municipal se encuentra la localidad de Cobatillas. El municipio tiene un área de 36,47 km².

## Historia
A mediados del siglo XIX, el lugar tenía contabilizada una población de 176 habitantes. Aparece descrito en el noveno volumen del Diccionario geográfico-estadístico-histórico de España y sus posesiones de Ultramar de Pascual Madoz de la siguiente manera:

HINOJOSA: l. con ayunt. en la prov. y dióc. de Teruel (9 leg.), part. jud. de Aliaga (1), auri. terr. y c. g. de Zaragoza (30): sit. en la márg. izq. del riach. que baja de Mezquita á reunirse en el Guadalope y en la falda de la sierra de San Justo en la parte del S. con vientos del N., lo que constituye un clima frio, siendo las inflamaciones, pulmonías y calenturas, las enfermedades mas comunes. Se compone de 36 casas de mediana construccion, entre ellas la del ayunt.; hay una escuela de niños dotada con 630 rs., cárcel; una fuente de escelentes aguas para el surtido de los vec.; igl. parr. (San Sebastian), servida por un cura de térm. y provision ordinaria, y 3 sacerdotes mas: 2 ermitas inmediatas al pueblo con la advocacion de Ntra. Sra. del Pilar una, y Sto. Domingo otra; y un cementerio en buena posicion, el cual no perjudica en nada á la salud de los vec. Confina el term. al N. con el de Jarque; E. Aliaga y Covatillas; S. Camarillas, y O. Galve; hay en él diversas masias ó casas de campo, y le atraviesa el riach. de que hemos hecho mérito, el que en Aliaga se confunde con el Guadalope (V.). El terreno es montuoso y de mediana calidad; tambien participa de llanos que se aprovechan para la siembra de cereales. Los caminos dirigen á los pueblos inmediatos en regular estado. La correspondencia se recibe de la cab. de part. por medio de balijero una vez cada semana. prod.: trigo, cebada, avena, patatas, guisantes y algun cáñamo y frutas; hay ganado lanar y vacuno y caza de perdices, conejos, liebres y codornices. ind.: la agrícola y un molino harinero. pobl.: 44 vec., 176 alm. riqueza imp.: 37,185 rs. El presupuesto municipal asciende á 2,800 rs. los que se cubren con el producto de propios, y el déficit por reparto vecinal.
(Madoz, 1847, p. 208)

## Demografía
Hinojosa de Jarque cuenta con una población de 99 habitantes (INE 2024).

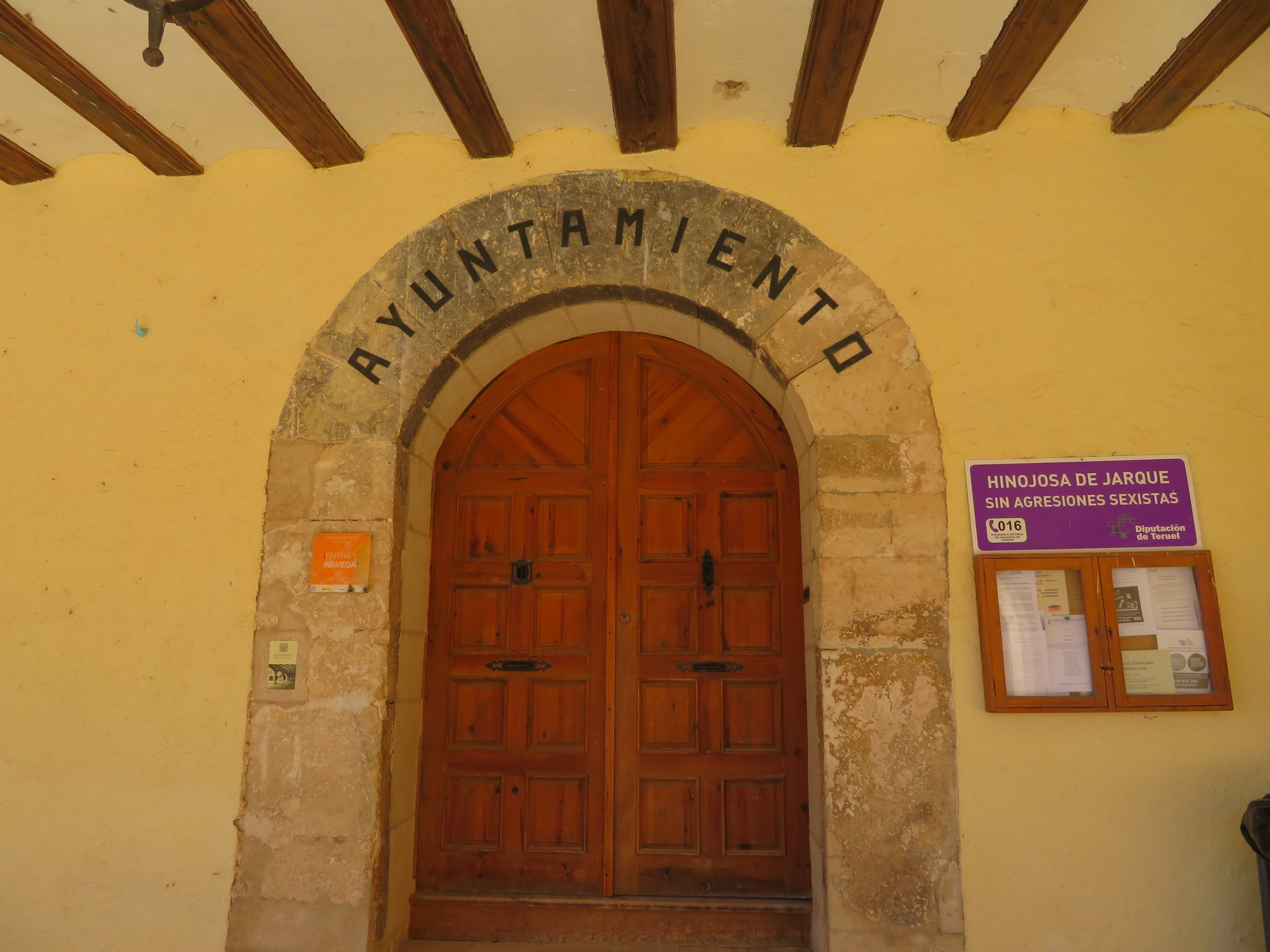
Ayuntamiento de Hinojosa

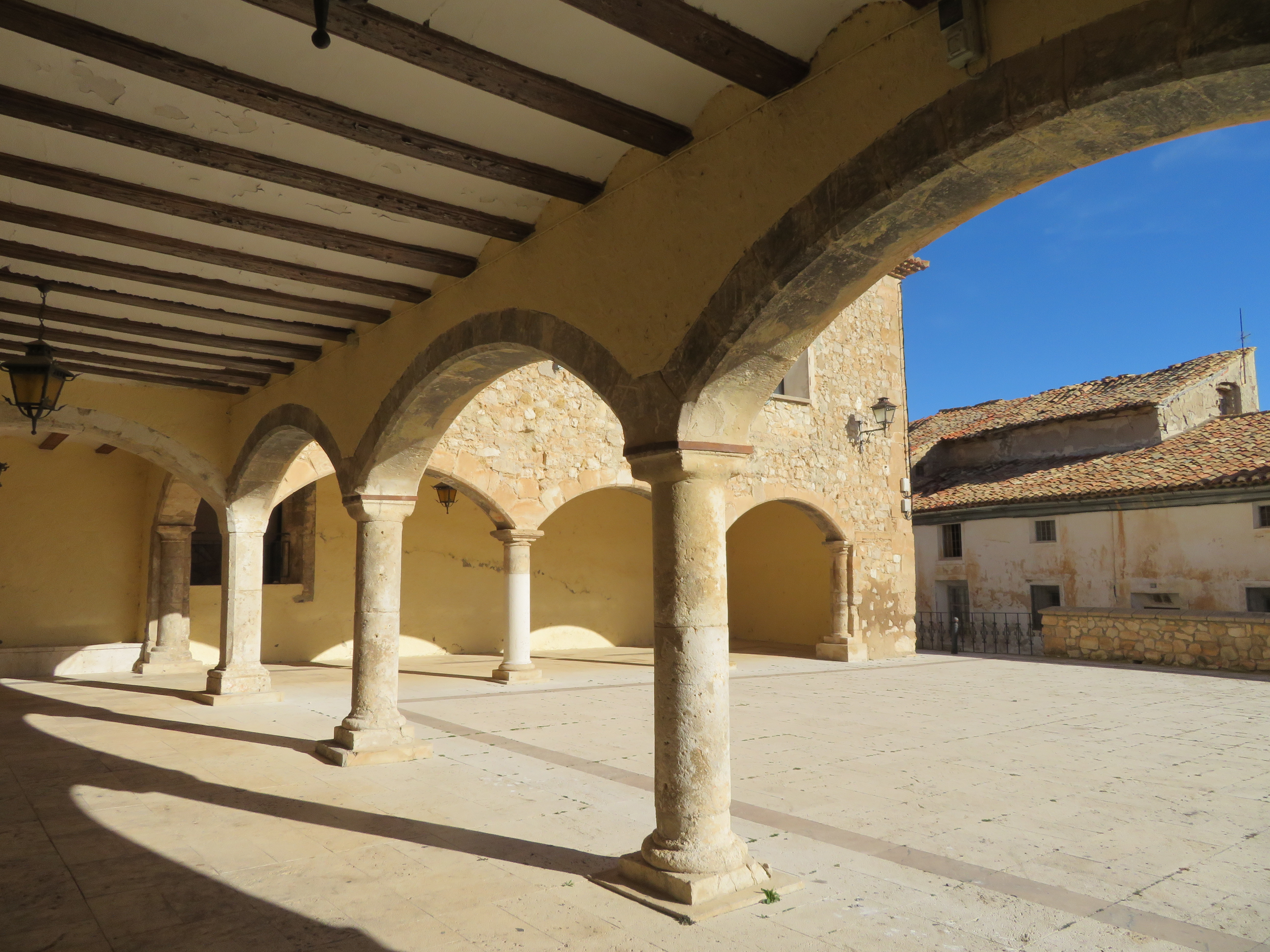
Pórticos del Ayuntamiento

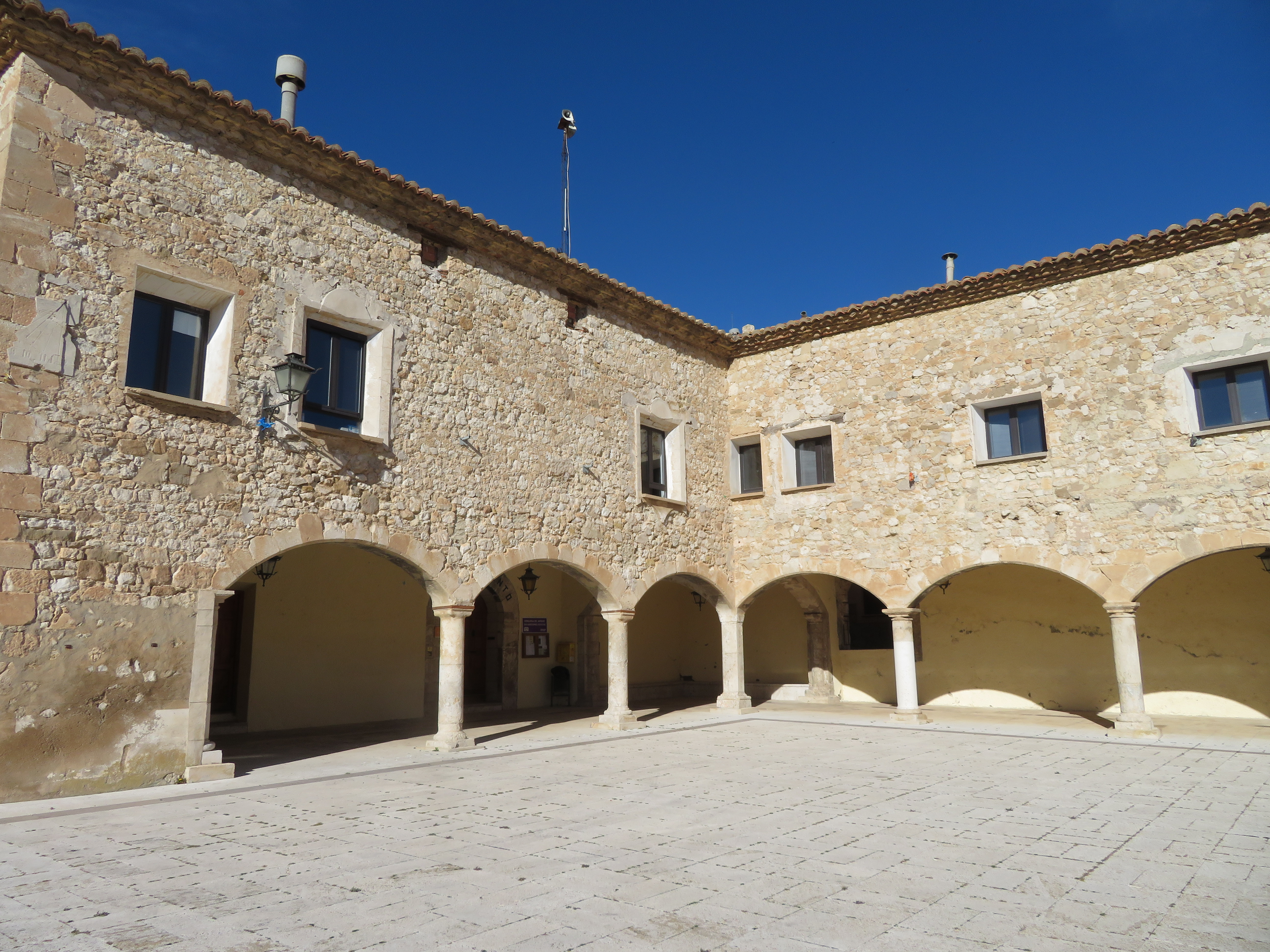
Plaza porticada del Ayuntamiento

| Gráfica de evolución demográfica de Hinojosa de Jarque entre 1842 y 2021 |
| |
| Población de derecho según los censos de población del INE Población de hecho según los censos de población del INEEn estos censos se denominaba Hinojosa: 1842 y 1857 Entre el censo de 1981 y el anterior, crece el término del municipio porque incorpora a 44079 (Cobatillas) |

## Administración y política

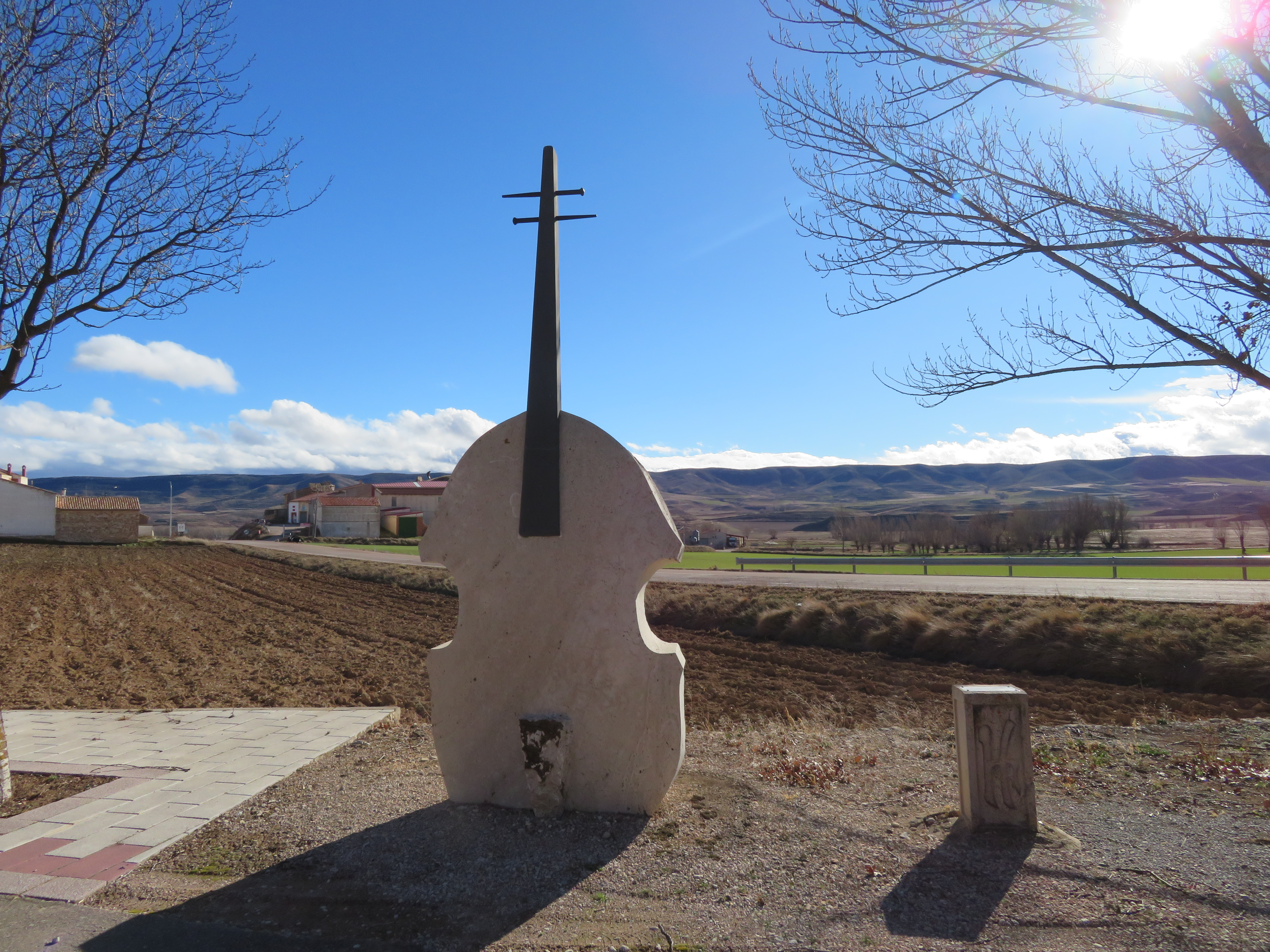
Parque escultórico a la memoria de los pueblos

| Período   | Alcalde                    | Partido     |  |
| --------- | -------------------------- | ----------- |  |
| 1979-1983 | Domingo Torres Valero      | Ind.        |  |
| 1983-1987 |                            |             |  |
| 1987-1991 |                            |             |  |
| 1991-1995 |                            |             |  |
| 1995-1999 |                            |             |  |
| 1999-2003 | Pablo Julve                |             |  |
| 2003-2007 |                            |             |  |
| 2007-2011 |                            |             |  |
| 2011-2015 | Pedro Antonio Pérez Valero | PSOE-Aragón |  |

| Partido político    | Partido político                                   | 2003   | 2007   | 2011   | 2015   |
| Partido político    | Partido político                                   | Ediles | Ediles | Ediles | Ediles |
|                     | Partido de los Socialistas de Aragón (PSOE-Aragón) | 3      | 4      | 3      | 5      |
|                     | Partido Popular de Aragón (PP)                     | —      | 1      | 2      | —      |
|                     | Compromiso con Aragón (CA)                         | —      | —      | —      | —      |
|                     | Chunta Aragonesista (CHA)                          | —      | —      | —      | —      |
|                     | Partido Aragonés (PAR)                             | 2      | —      | —      | —      |
| Total de concejales | Total de concejales                                | 5      | 5      | 5      | 5      |

## Patrimonio

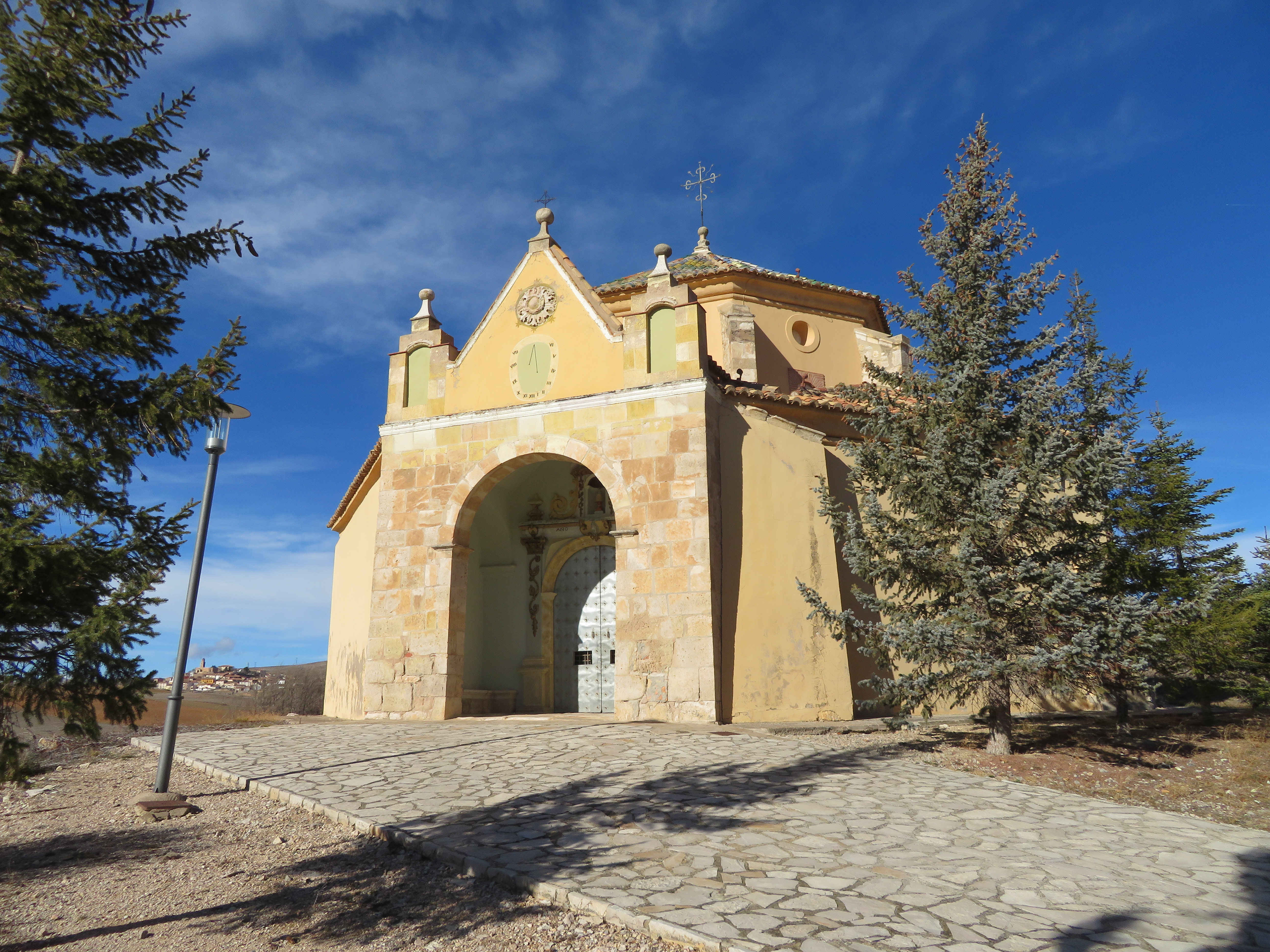
Ermita de la Virgen del Pilar

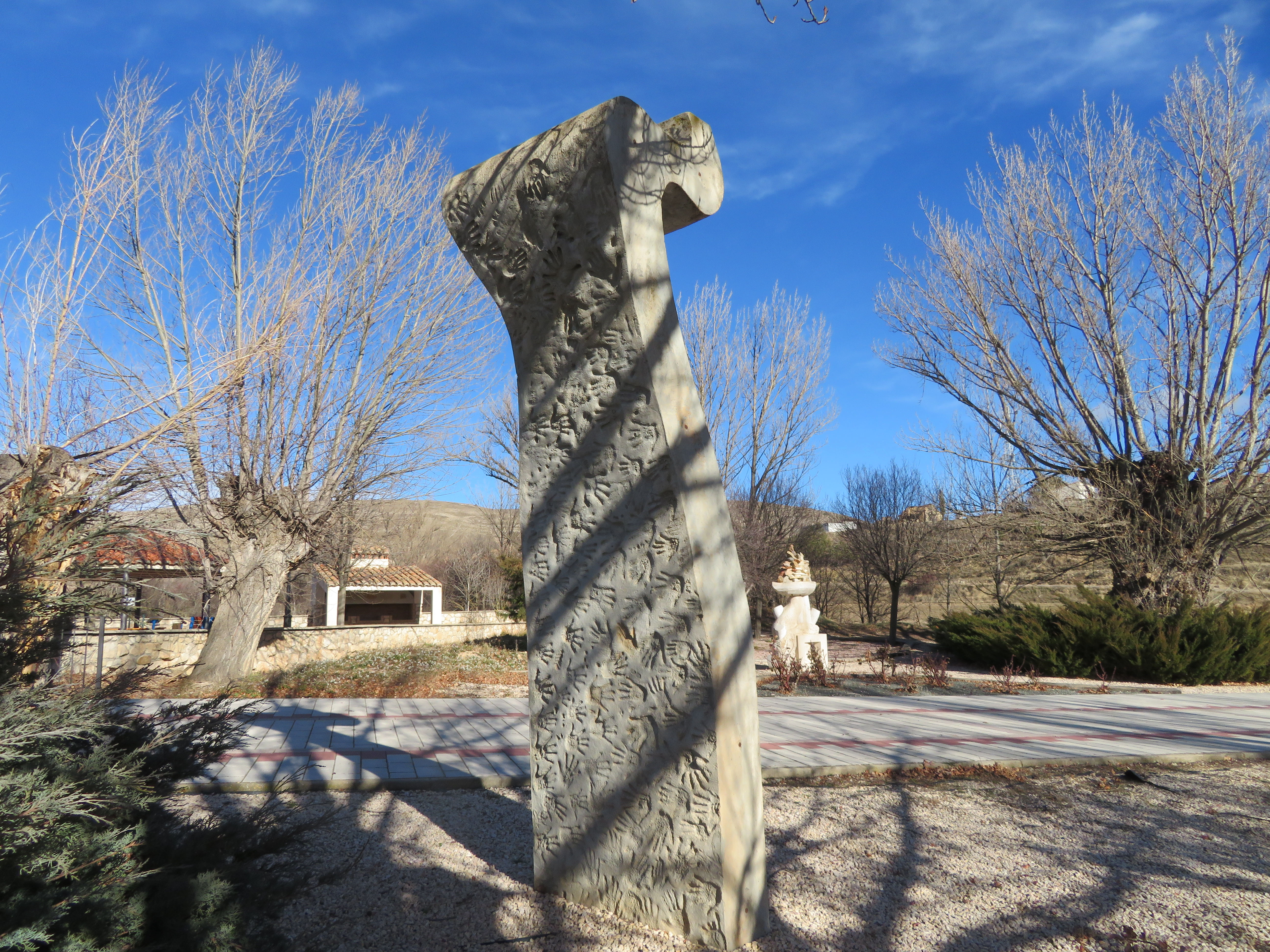
Parque escultórico de Hinojosa de Jarque, lema a la memoria de los pueblos

- Torre e iglesia parroquial de San Miguel.
- Ermita de la Virgen del Pilar.
- El Santico.
- Parque escultórico.

## Fiestas
- Fiestas patronales en honor a San Agustín. La última semana de agosto.
- Por San Joaquín, 29 de octubre.
- Fiestas de invierno en honor de San Fabián y San Sebastián, 20 de enero.
- Fiestas patronales de Cobatillas se celebran el 22 de mayo por ”Santa Quiteria”.

## Personas notables
Florencio de Pedro Herrera, escultor y grabador.